# Simone Zanoni
Pour les articles homonymes, voir Zanoni (homonymie).
Simone Zanoni, né le 25 juin 1976 à Salò (Italie) est un chef cuisinier italien.
Il est chef au George, un des restaurants de l'hôtel Four Seasons George V à Paris, une étoile au Guide Michelin. Il a été auparavant chef de cuisine  dans des restaurants doublement et triplement étoilés de Gordon Ramsay.

## Biographie
Simone Zanoni grandit en Lombardie, dans une ferme à Provaglio Val Sabbia, près du lac de Garde. Il est initié tôt à la cuisine : sa famille réalise ses propres charcuteries, légumes, fromages. L'été, il rend visite à ses grands-parents à la montagne et aide son grand-père à faire des fromages et sa grand-mère à réaliser des tortellini. Cette dernière lui apprend beaucoup techniquement, notamment sur les cuissons.
Sur les conseils de son père, il suit des études de cuisine à l'Istituto Alberghiero polivalente (école hôtelière) à Idro et travaille le weekend dans une brigade sur le lac de Garde. Diplômé à 18 ans, il décide de partir pour Londres afin d'apprendre l'anglais. Il travaille d'abord dans une trattoria, le Mediterraneo, tout en suivant des cours au Cordon Bleu pour se perfectionner. Grâce à une petite annonce, il est ensuite commis dans un établissement de Gordon Ramsay, le restaurant étoilé Aubergine à Londres avant d'y devenir chef de partie. En janvier 2001, il devient sous-chef «tournant» dans les restaurants du chef britannique : il travaille ainsi dans les restaurants Amarylis (une étoile Michelin), Petrus (deux étoiles) et le Claridge's (une étoile). En 2003, Simone Zanoni retourne travailler brièvement en Italie, au restaurant Dal Pescatore à Canneto sull'Oglio. En août 2003, à la suite du décès accidentel du chef David Dempsey,, il devient chef à 27 ans du restaurant triplement étoilé Gordon Ramsay, à Londres, seul établissement trois étoiles de la capitale britannique. En 2007, il part à Versailles où il devient chef du restaurant Gordon Ramsay du Trianon Palace (deux étoiles).
En 2015, il inscrit au concours Top Chef son second de cuisine, Xavier Pincemin. Ce dernier remporte la saison 7 de Top Chef, diffusée sur M6 en 2016. Simone Zanoni participe également comme juré à Top Chef dans une épreuve de la saison 7, une épreuve de demi-finale de la saison 9 et une épreuve tournée pour la saison 11.
En septembre 2016, Simone Zanoni devient le Chef du George, le restaurant méditerranéen de l'hôtel George-V, ouvert depuis octobre 2015, seconde table du restaurant après le Cinq, table triplement étoilée du chef Christian Le Squer (l'hôtel a ensuite ouvert une troisième table, l'Orangerie avec Alan Taudon). 
En 2017, le George obtient une étoile au guide Michelin. 
En 2017, Simone Zanoni crée également un potager pour le restaurant, au Domaine de Madame Elizabeth, dans les Yvelines sur une parcelle de 3 000 m2, entretenue par 5 jardiniers, dont des personnes en réinsertion professionnelle. Engagé dans la préservation de l’environnement et pour une gastronomie «raisonnée», Simone Zanoni met en place un système bio-vertueux, les déchets du George étant transformés en compost afin de nourrir les sols du potager.
Il a été également chef du restaurant kasher Le Rafaël, à Paris, ouvert en 2014 et fermé depuis, et a ouvert une pizzeria à Versailles, la Pizzeria César by Simone Zanoni. Il participe également au projet d'une épicerie fine italienne dans le 11e arrondissement. Passionné de voitures, il est ambassadeur Porsche.
En 2024, l'engagement de Simone Zanoni pour une "cuisine responsable" est récompensé d'une étoile verte au guide Michelin. 

## Publications
- Le confinement d'un Chef- Bomba Atomica- Éditions Zanoni Conseils- Paru en 2020 -  (ISBN 979-10-699-5284-3)
- Mon Italie - 100 produits, 120 recettes, voyages au cœur du terroir (avec Jean-Claude Amiel - Éditions de La Martinière - Paru le 11 octobre 2018 -  (ISBN 2732480029)
- Haute cuisine - Éditions Flammarion - Paru le 21 octobre 2015 -  (ISBN 2081370298)